# Lyponia guerryi
Lyponia guerryi là một loài bọ cánh cứng trong họ Lycidae. Loài này được Pic miêu tả khoa học năm 1939.